# 시 인터라티
시 인터라티(태국어: ศรีอินทราทิตย์, 영어: Si Inthrathit)는 1238년부터 1270년 경까지 수코타이 왕국을 통치했다. 그는 최초의 역사적인 샴(Siamese) 왕조로 인정받는 프라 루앙 왕조(Phra Ruang Dynasty)의 창시자로, 외국인들이 "시암"(크메르어: Syāiņ ; 중국어: Sien, etc.)으로 지정한 지역에서 정확하게 보호받았다는 이중 주장을 가지고 있다. 시에나 등, 그리고 므엉을 캄보디아의 크메르 제국에서 해방시킨 왕조가 되기 위해.

## 해석상의 어려움
처음에 Pho Khun Bang Klang Hao(태국어: พ่อขุนบางกลางหาว)로 알려진 이 이름들을 둘러싼 논란은 금석학의 한계를 보여준다. 이 과학은 글쓰기와 같은 비문이나 서판을 연구하고, 그래프를 식별하고, 의미를 명확히 하며, 날짜와 문화적 맥락에 따라 그 용도를 분류한다. 석판에 새겨진 글들은 종종 윗부분이나 아랫부분의 부분을 놓치는 경우가 많은데, 이는 사람들이 날짜를 예상할 수 있는 곳에 있기 때문에 글쓰기와 작가에 대한 결론의 도면을 복잡하게 만든다. 금석학에서 구체적으로 제외되는 것은 서예로서 금석학의 역사적 의의와 문학작품의 예술적 가치다. 이러한 합병증은 어린 시절에 지배자가 단순히 하오(หาว)가 되게 했다.

## 생애
그는 당시 크메르 제국의 최서단에 속해 있던 영토인 방양의 우두머리였다. :195–196 그 영토는 현재 태국의 북-중부 지역 주변에 있다.
쿤방 클랑 하오(Khun Bang Klang Hao)와 무앙쥐의 제왕 '쿤 파 무앙(Pha Mueang)'이 함께 앙코르 유적으로부터 반란을 일으켜 독립을 선언하기로 했다. 크메르인의 통제와 엄청난 세금은 반란에 결정적인 동기를 부여하는 요소였다. 위대한 건축 작품에 대한 광범위한 크메르 선취는 크메르 방어의 능력과 준비성을 약화시켜 간접적으로 반란을 도왔다. '쿤방 클랑 하오'는 '시 사차날라이'를 잡아 '파 무앙'에게 주었다. '파 무앙'은 그에게 수코타이를 주면서.
그 후 쿤방 클랑 하오는 산스크리트어의 이름을 따서 Sukhotai에서 왕으로 선포되었다. 시 인터라티는 "아디트야 인드라"로 번역되었다. 그의 기술과 용기는 왕국의 사람들에게 큰 감동을 주었고, 그는 그에 따라 프라 루앙(Gra Ruang)이라는 칭호를 부여했다. 이 칭호는 수코타이 왕조의 모든 후속 통치자들에게 주어졌고, 따라서 프라 루앙의 첫 번째 태국 왕조를 낳았다.
스리 인트라디티아(Sri Intraditya)와 그의 여왕 Sueang 왕비는 세 아들을 두었다. 장남는 어린 나이에 죽었고, 둘째는 반 므앙, 셋째 아들은 코끼리와의 기마 전투로 크메르 왕자를 물리쳤다. 그는 이 업적을 기리기 위해 이 막내아들의 이름을 람 캄행(라마 더 볼드)이라고 지었다. 스리 인트라디티아는 1270년경에 사망하였고, 그의 아들 반 무앙에 의해 계승되었다.